# Gibson L-5
La guitarra Gibson L-5 fue la primera producida en 1922 por la Gibson Guitar Corporation, al momento con sede en Kalamazoo, Míchigan, y bajo la dirección del maestro lutier Lloyd Loar y ha estado en producción desde entonces. Fue considerada la guitarra rítmica más importante en la era de las Grandes Bandas (Big Band). Originalmente se presentó como un instrumento acústico, con versiones eléctricas disponibles a partir de la década de 1950.
La Gibson L-5 es una guitarra semisólida (Guitarra archtop) y fue la primera guitarra que presentaba agujeros acústicos en forma de F. La misma fue originalmente producida con una caja de 16 pulgadas de ancho y luego con una de 17 pulgadas, lo cual la hace apenas un poco más pequeña que la más grande Gibson Super 400.
Wes Montgomery fue uno de los grandes guitarristas comúnmente asociados con la L-5; Gibson eventualmente produjo un modelo personalizado llamado “Montgomery Model L-5” con solo una pastilla en el mástil. Igualmente estaba presente en las grabaciones de la RCA Records en los 50 de Elvis Presley que presentaba el sonido de Scotty Moore junto con el del guitarrista de sesión de Nashville: Hank Garland, quien grabó frecuentemente en una L-5, varios álbumes aclamados de Jazz antes de su accidente casi fatal.
Guitarristas contemporáneos que han tocado con la L-5 incluyen a:
- Tuck Andress de Tuck and Patti duo
- Lee Ritenour
- Pat Martino
- Jan Ackerman.
- John Mayer utilizó una L-5 en su álbum Where the Light Is, durante el concierto principal y en los extras incluidos en el CD/DVD.
- Eric Clapton usó una L-5 para grabar Reptile y también usó una en su CD/DVD One More Car, One More Rider en las canciones Reptile y Somewhere over the Rainbow.

Otros Intérpretes tempranos de la L-5, son:
- Eddie Lang
- Maybelle Carter de The Carter Family, quien tocó, su ahora famoso modelo 1928, en la mayoría de su carrera. La L-5 de Maybelle Carter es ahora preservada en el Salón de la Fama de la Música Country en Nashville, Tennessee.
- Django Reinhardt también interpretó una L-5 modificada con una pastilla DeArmond durante una corta gira con Duke Ellington en noviembre de 1946.[2]
- Se puede ver a Groucho Marx tocando una L-5 en la película Horse Feathers[3] de los hermanos Marx.
- Clint Eastwood muestra una L-5 en la película de 1982 Honkytonk Man.

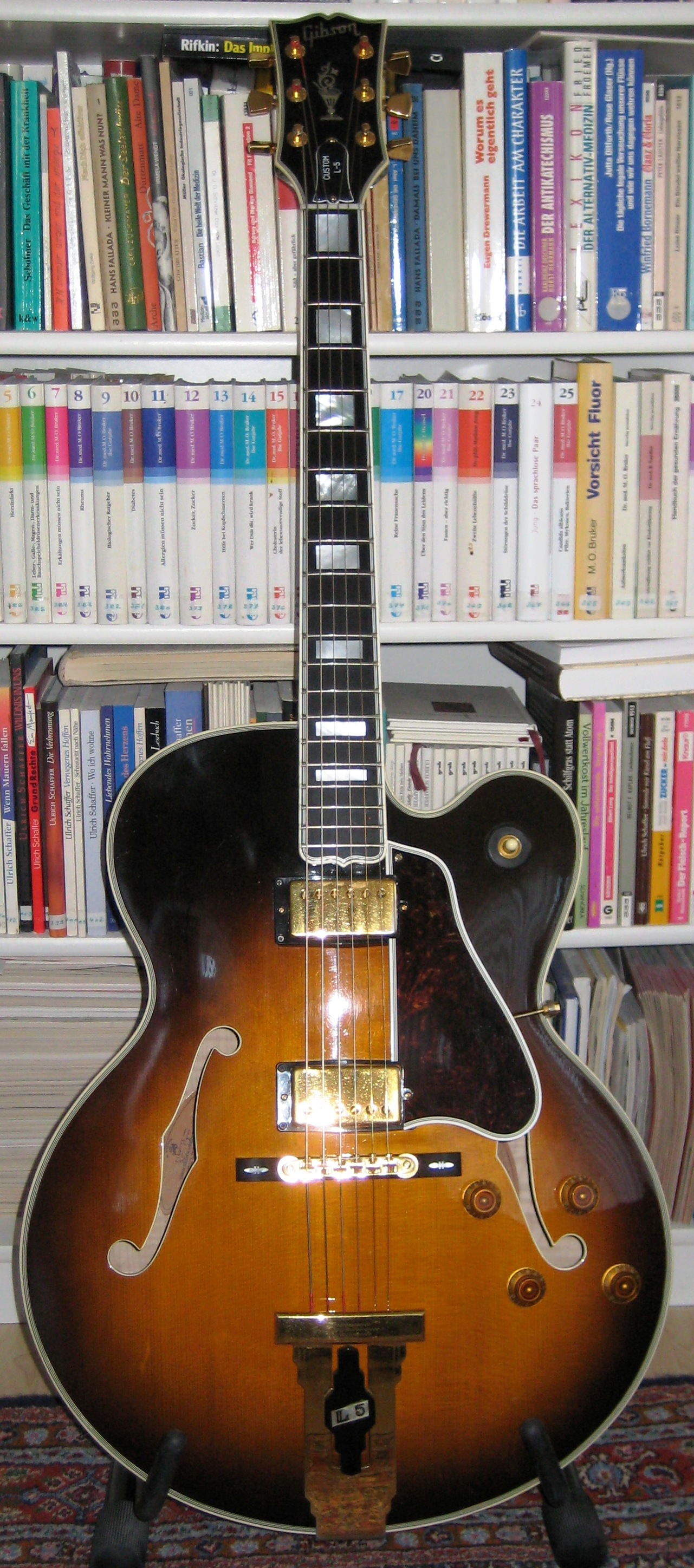
Gibson L-5 CES guitar

En el tiempo, muchos diferentes modelos de la L-5 semisólida han aparecido desde que fue inicialmente construida, incluyendo la L-5 Signature y la L-5 Studio. La ES-5 fue el primer modelo de guitarra eléctrica inspirada en la L-5, inicialmente introducida en 1949, y más tarde modificada como la ES-5 Switchmaster. A diferencia de la L-5, la cual tiene una tapa tallada de Picea y aros sólidos de Arce, la ES-5 fue construida con madera contra enchapada presionada porque Gibson sentía que las maderas de mejor calidad tonal no eran necesarias en una guitarra eléctrica. En 1951 fue introducida La L-5CES, la cual fue una versión eléctrica directa de la original L-5. Esta inicialmente utilizó pastillas P-90, pero estos fueron sustituidos por Humbuckers a partir de 1958. Desde 1961 hasta 1969, la mayoría de las guitarras L-5CES presentaban un corte en la caja “Florentino”(agudo), reemplazando el diseño original “Veneciano” (Redondeado).
El comediante y cantante George Gobel tiene una versión especial de la Gibson L-5 construida en 1958 y llamada L-5CT, presentando dimensiones disminuidas de la escala del mástil (24 3/4") y la profundidad de la caja (2 3/8"), más convenientes para su propia pequeña estatura, y en un acabado rojo cereza (para una mejor apariencia visual en el show televisivo a colores de Gobel). Gibson produjo aproximadamente 45 guitarras basadas en este modelo entre 1958 y 1963, lo cual la hace uno de los modelos Gibson más raros. La mayoría de estas fueron modelos acústicos, aunque unas pocas fueron finalmente despachadas en versiones eléctricas con pastillas. El más raro de los modelos inspirados por la L-5 fue llamado “The Crest”y fue concebido en 1961 por un empleado llamado Andy Nelson (quien ayudó a diseñar la L-5CT). Presentaba el mismo cuerpo adelgazado de la L-5CT, pero con un corte de caja Florentino, un dibujo interno de los trastes tipo Super 400 y el diseño único de penacho de caballero medieval en el clavijero. Sólo seis Crests fueron producidas, todas en 1961, y ninguna era idéntica a la otra(nota 2).
En la década de los 70, Gibson produjo la L5-S, la cual efectivamente fue una versión de cuerpo sólido de la L-5 Archtop, la cual fue usada por Paul Simon entre 1973 y 1976, Mark Farner de Grand Funk Railroad (Se le puede ver usándola en las fotografías del álbum en vivo Caught in the Act), y Ronnie Wood quien uso una versión personalizada con pastillas simples y quien luego se la prestó a Keith Richards para su gira de 1988 con los X-Pensive Winos.